# Rudy Hartono
Rudy Hartono Kurniawan (né le 18 août 1949 à Surabaya) est un ancien joueur de badminton indonésien. Il a remporté quatre Thomas Cup, une fois les championnats du monde et sept fois de suite les All England Championships, ce qui en fait l'un des joueurs de badminton les plus titrés de l'histoire. Il figure au Hall of Fame du badminton depuis 1997.

## Palmarès

### Jeux olympiques
Lors des Jeux olympiques d'été de 1972 à Munich en Allemagne, le badminton est sport de démonstration. Rudy Hartono remporte la médaille d'or du tournoi de simple hommes.

### Championnats du monde
Lors des Championnats du monde de 1980 qui se déroule à Jakarta, il remporte le titre en simple hommes. Quatre indonésiens étaient qualifiés pour les demi-finales.

### Thomas Cup
Hartono fait partie de l'équipe d'Indonésie de Thomas Cup qui remporte l'épreuve 4 fois de suite dans les années 1970 : en 1970, 1973, 1976 et 1979.
En 1967 et 1982, les indonésiens échouent en finale et remportent ainsi la médaille d'argent.

### Tournois
| Année | Tournoi              | Résultat  |
| ----- | -------------------- | --------- |
| 1968  | Open d'Angleterre    | Vainqueur |
| 1969  | Open d'Angleterre    | Vainqueur |
| 1969  | Open de Singapour    | Vainqueur |
| 1969  | Open des États-Unis  | Vainqueur |
| 1969  | Open du Canada       | Vainqueur |
| 1970  | Open d'Angleterre    | Vainqueur |
| 1971  | Open d'Angleterre    | Vainqueur |
| 1971  | Open du Canada       | Vainqueur |
| 1971  | Open du Danemark     | Vainqueur |
| 1972  | Open d'Angleterre    | Vainqueur |
| 1973  | Open d'Angleterre    | Vainqueur |
| 1973  | Open du Danemark     | Vainqueur |
| 1974  | Open d'Angleterre    | Vainqueur |
| 1975  | Open du Danemark     | Vainqueur |
| 1975  | Open d'Angleterre    | Finaliste |
| 1976  | Open d'Angleterre    | Vainqueur |
| 1978  | Open d'Angleterre    | Finaliste |
| 1980  | Open de Suède        | Finaliste |
| 1980  | Masters d'Angleterre | Finaliste |
| 1981  | Open du Japon        | Vainqueur |